# Fliegerkorps z.b.V. 2
Das Fliegerkorps z.b.V. 2 war ein Großverband der Luftwaffe der Wehrmacht im Zweiten Weltkrieg.

## Geschichte
Das Fliegerkorps z.b.V. 2 (zur besonderen Verwendung) wurde am 1. Februar 1940 in Münster aus dem Stab des Fliegerführers 220 gebildet. 
Beim am 10. Mai 1940 startenden Westfeldzug war es der Luftflotte 2 unterstellt. Dazu standen dem Korps am 10. Mai 254 Flugzeuge zur Verfügung, bestehend aus 247 Kampf- und 7 Aufklärungsflugzeugen.
Das dem Korps unterstellte Kampfgeschwader 54 führte am 14. Mai einen Luftangriff auf Rotterdam durch, bei dem mehr als 800 Zivilisten getötet wurden. Direkt nach der Beendigung der Kampfhandlungen am 25. Juni 1940 löste sich das Korps auf.

## Kommandierender General
| Dienstgrad   | Name            | Datum                             |
| ------------ | --------------- | --------------------------------- |
| Generalmajor | Richard Putzier | 1. Februar 1940 bis 26. Juni 1940 |

## Unterstellung
| Unterstellung | von             | bis           |
| ------------- | --------------- | ------------- |
| Luftflotte 2  | 1. Februar 1940 | 25. Juni 1940 |

## Unterstellte Verbände
| 10. Mai 1940 | |
| ------------ | --- |
| 10. Mai 1940 | Stab, I., II. und III./Kampfgeschwader 4; Stab, I., II. und III./Kampfgeschwader 54; Aufklärungs-Staffel z.b.V. |

Anmerkungen
1. ↑  Bedeutung der Abkürzungen, siehe Organisation der Geschwader